# Coq hardi (héraldique)
Pour les articles homonymes, voir coq hardi.
Le coq hardi est, en héraldique, un coq à la patte droite levée.

## Utilisation

### Famille Polier

Armes de la famille Polier.

Le coq hardi figure sur les armes de la famille Polier depuis 1241 : D'argent au coq hardi de sable, becqué, crêté et membré de gueules.

### Cas de la Wallonie

Emblème "blasonniforme" de la Wallonie.

Selon un décret des instances wallonnes, les armoiries de la Wallonie sont définies comme « d'or au coq hardi de gueules », mais le texte precise : « elles sont représentées conformément au modèle figurant en annexe 1 du présent décret », c'est-à-dire identiques au logo du drapeau wallon, ce qui revient donc à imposer à ce coq une forme et un graphisme non libres, ce qui est en contradiction avec les principes héraldiques. Ces armoiries sont en fait un "logo blasonniforme".